# 香山新田
香山新田（かやましんでん）は、千葉県山武郡芝山町の大字。郵便番号は282-0032（成田国際空港内）、289-1601（その他）。

## 地理
芝山町の西部に位置する。菱田を挟んで南側に飛び地が存在している。
周辺の菱田、古込、大里、三里塚、木の根（成田市）と隣接する。
北側の本体には「横堀」（香山新田字横堀）という地名も残っている。

## 歴史
芝山町編入前は千代田村に属していた。

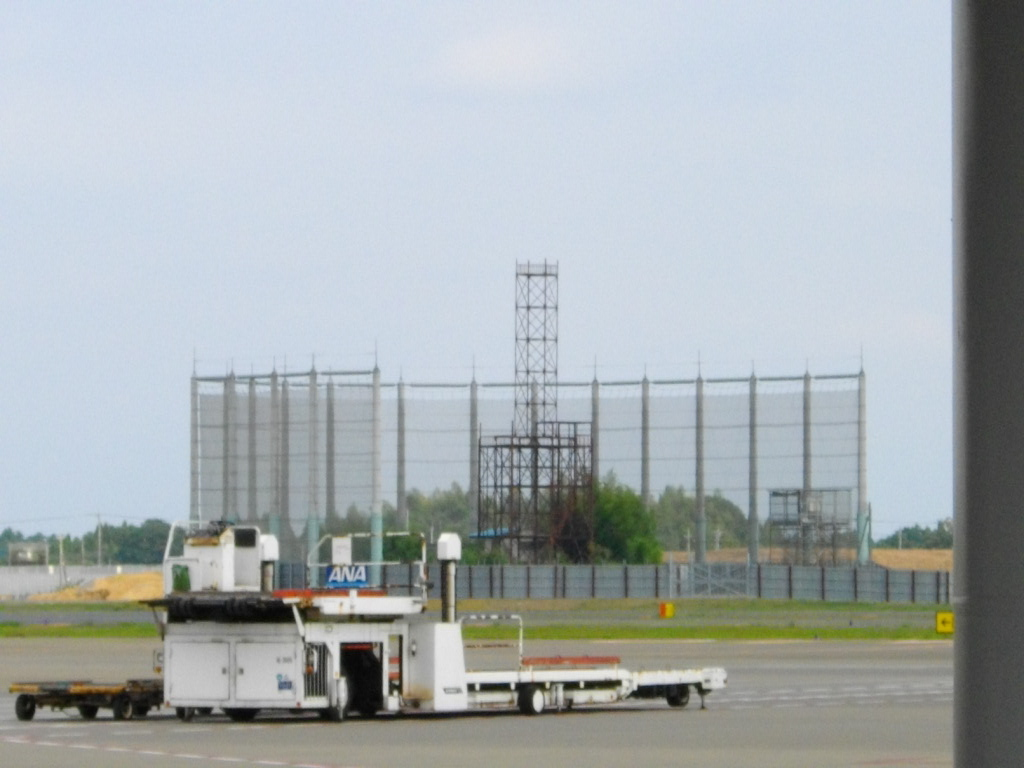
活動中の横堀鉄塔

空港建設時に三里塚闘争（成田空港問題）が発生し、香山新田でも複数の団結小屋が建設された。空港敷地内にも横堀鉄塔が建てられていた。
「労農合宿所」（現・横堀農業研修センター）では、日本革命的共産主義者同盟（第四インターナショナル日本支部）による強姦事件（ABCD問題）も発生している。

## 世帯数と人口
2017年（平成29年）4月1日現在の世帯数と人口は以下の通りである。
| 大字     | 世帯数 | 人口 |
| -------- | ------ | ---- |
| 香山新田 | 23世帯 | 58人 |

## 小・中学校の学区
町立小・中学校に通う場合、学区は以下の通りとなる。
| 地域 | 小学校             | 中学校             |
| ---- | ------------------ | ------------------ |
| 全域 | 芝山町立菱田小学校 | 芝山町立芝山中学校 |

## 施設
- 成田国際空港
- 香山新田新山遺跡
- 成田空港温泉 空の湯

## 交通

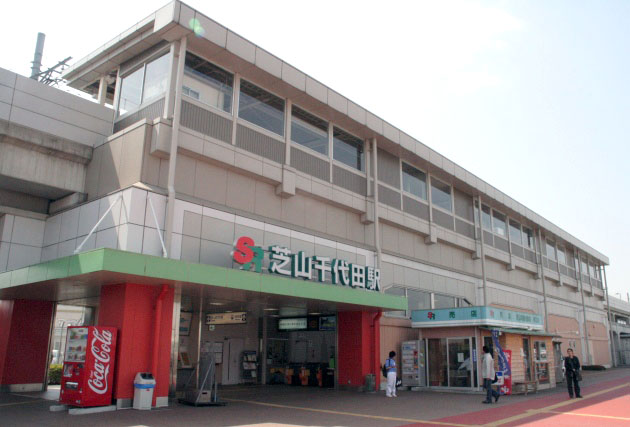
芝山千代田駅

### 道路
- 当地域を縦貫するような国道や県道は存在しない。

### バス
- 芝山千代田駅を発着するバスは芝山千代田駅#バス路線を参照。
- 成田空港交通・南部線
  - （成田空港第２ターミナル（古込）） - 臨空ビル前 - （南部貨物地区（大里））

### 鉄道
- 芝山鉄道・芝山千代田駅